# SX Arietis
SX Arietis (SX Ari / 56 Arietis) es una estrella de la constelación de Aries de magnitud aparente +5,77. Se encuentra, de acuerdo a la nueva reducción de los datos de paralaje de Hipparcos, a 502 años luz de distancia del sistema solar.
SX Arietis es una subgigante o estrella de la secuencia principal de tipo espectral B6IV-V.
Su temperatura efectiva es de 12.445 K y su luminosidad es 117 veces mayor que la luminosidad solar.
Tiene un radio 2,1 veces más grande que el del Sol y gira sobre sí misma con una velocidad de rotación proyectada de 110 km/s.
Su masa es 3,2 veces mayor que la masa solar y su edad se estima en 89 millones de años.
SX Arietis es una estrella químicamente peculiar —en concreto muestrra líneas de absorción fuertes de silicio— con un campo magnético efectivo <Be> de 82 G.
De brillo variable, es prototipo de las variables SX Arietis, grupo estrechamente relacionado con las variables Alfa2 Canum Venaticorum.
Estas variables —entre las que cabe citar a α Sculptoris y a V761 Centauri— muestran fluctuaciones de brillo de aproximadamente 0,1 magnitudes con períodos de cerca de un día; la variación de brillo de SX Arietis es de 0,06 magnitudes y su período de 0,728 días.